# Барбоза, Эуклидес
Эукли́дес Барбо́за (порт.-браз. Euclydes Barbosa; 7 декабря 1909, Сан-Паулу — 26 февраля 1988, Сан-Паулу), более известный под именем Жау́ (порт.-браз. Jaú или порт.-браз. Jahu) — бразильский футболист, центральный защитник, игрок сборной Бразилии.

## Биография
Жау начал свою карьеру в небольшой команде «Скарпо» из родного города Сан-Паулу, в которой он выступал 3 года.
Своё прозвище Барбоза получил за свою энергичность в честь бразильского гидросамолета, который первым смог пересечь Атлантический океан в период между 1926 и 1927 годом.
В 1932 году Жау перешёл в «Коринтианс», где играл 5 лет, став чемпионом Рио в свой последний сезон в клубе, в 1937 году. За клуб футболист провёл 143 матча и голов не забивал. В том же году Жау был обвинен в том, что сдал игру «Палестре Италии». Позже обвинения сняли, но ярлык «предателя» надолго закрепился за футболистом.
Следующий год Жау начал в клубе «Васко да Гама», в первый же сезон став бронзовым призёром чемпионата Рио-де-Жанейро. Он повторил этот успех в 1940 году, а в 1942 перешёл в клуб «Мадурейра». За Васко футболист провёл 95 матчей и забил один гол. Большинство матчей он провёл с партнёром по центру обороны Флориндо.
На следующий год Жау вновь сменил команду, на этот раз его новым клубом стала «Португеза Деспортос» из родного штата Сан-Паулу. Закончил карьеру Жау в «Сантосе». За сборную Бразилии Жау провел 10 матчей, он был в составе команды, завоевавшей бронзовые медали чемпионата мира 1938 года во Франции, на котором Жау провел один матч с Чехословакией.
После завершения игровой карьеры Жау стал священником.

## Достижения
- Чемпион штата Сан-Паулу: 1937